# 全日本高校ボウリング選手権大会
全日本高校ボウリング選手権大会（ぜんにほんこうこう―せんしゅけんたいかい）は、毎年7月または8月に開催される日本の高校ボウリング大会。主催はJAPAN BOWLING（JB）。
高校生対象のボウリング個人戦最高峰に位置する。
JOCジュニアオリンピックカップも兼ねて行われている。
夏開催であるが、ボウリング競技は全国高等学校体育連盟に属していないため、全国高等学校総合体育大会（インターハイ）などとは別の大会である。高体連加盟校を対象としての大会として、全国高等学校体育連盟ボウリング専門部加盟連合会（高体連への加盟を目指す団体）が主催する「高体連加盟校全国選抜ボウリング大会」が、本大会とは別に8月後半に開催されている。
2025年現在、文部科学大臣杯全日本中学ボウリング選手権大会と同時に、愛知県稲沢市の稲沢グランドボウルにて実施されている。本大会が3日目の午前で終了した後、同日午後より全日本小学生ボウリング競技大会が続けて開催される。

## 歴史
1977年に第1回大会を開催。
1992年からはJOCジュニアオリンピックカップを授かることになり、優勝者に同杯が贈られる。

## 参加資格
当該年度のJB登録会員で高等学校に在籍する満18歳未満の者（当該年度4月1日現在）で、都道府県連盟より推薦された選手。資格を満たしてれば各都道府県から選手が選出される。

## 大会方式
予選は3ゲーム（1ゲームごとにレーン移動）を3ラウンド、計9ゲームを実施する。女子は初日午前・午後・2日目午後に、男子は初日午後・2日目午前・2日目午後に実施される。9ゲーム合計のスコアの男子は上位34名・女子は上位18名が決勝に進出（進出人数は参加人数により変動する場合がある）。
3日目午前に行われる決勝は3ゲームを行う。予選の得点と通算され、合計12ゲームの結果によって最終順位を決定する。
決勝戦終了時に1位が複数名となった場合は、9・10フレーム方式の決定戦を行い優勝者を決める。